# Karić
Karić je priimek je priimek srbohrvaškega izvora. V Sloveniji ga je po podatkih Statističnega urada Republike Slovenije na dan 19. januarja 2021 uporabljalo 309 oseb.

## Znani nosilci priimka
- Ana Karić (1941—2014), hrvaška igralka
- Vladimir Karić (1848—1893), srbski geograf in politik
- Amir Karić (rojen 1973), slovenski nogometaš
- Bogoljub Karić (rojen 1954), srbski poslovnež in politik
- Dragomir Karić (rojen 1949), srbski podjetnik in politik, brat Bogoljuba Karića
- Emir Karic (rojen 1997), avstrijski nogometaš
- Enes Karić (rojen 1958), bosanski islamski učenjak
- Elena Karaman Karić (rojena 1971), srbski notranji oblikovalec
- Ivan Karić (rojen 1975), srbski politik
- Mahir Karić (rojen 1992), bosanski nogometaš
- Milanka Karić (rojena 1957), srbska političarka, žena Bogoljuba Karića
- Nermin Karić (rojen 1999), švedski nogometaš
- Pol Popovic Karic (rojen 1962), srbsko-španski profesor
- Veldin Karić (rojen 1973), hrvaški nogometaš
- Velimir Karić (1859–1946), srbski revolucionar
- Zoran Karić (rojen 1961), srbski nogometaš